# Silver Lake Park
Silver Lake Park är en park i Kanada.   Den ligger i provinsen British Columbia, i den södra delen av landet, 3 400 km väster om huvudstaden Ottawa. Silver Lake Park ligger 697 meter över havet. Den ligger vid sjön Silver Lake.
Terrängen runt Silver Lake Park är huvudsakligen bergig, men åt sydost är den kuperad. Trakten runt Silver Lake Park är nära nog obefolkad, med mindre än två invånare per kvadratkilometer.. Närmaste större samhälle är Hope, 7,9 km norr om Silver Lake Park.
I omgivningarna runt Silver Lake Park växer i huvudsak barrskog.